# Каличе ал Корновильо
Ка̀личе ал Корновѝльо (на италиански: Calice al Cornoviglio, на местен диалект само Calice, Каличе) е община в северозападна Италия, провинция Специя, регион Лигурия. Разположена е на 402 m надморска височина. Населението на общината е 1144 души (към 2011 г.).
Административен център на общината е село Кастело ди Каличе (Castello di Calice).